# عبداللطیف بن رشید الزیانی
عبداللطیف بن رشید الزیانی (انگلیسی: Abdullatif bin Rashid Al Zayani) مهندس و سپهبد بازنشسته اهل بحرین و وزیر امور خارجه این کشور و دبیرکل سابق شورای همکاری خلیج فارس است.